# Bateau-pompe
Pour les articles homonymes, voir Bateau (homonymie) et Pompe (homonymie).

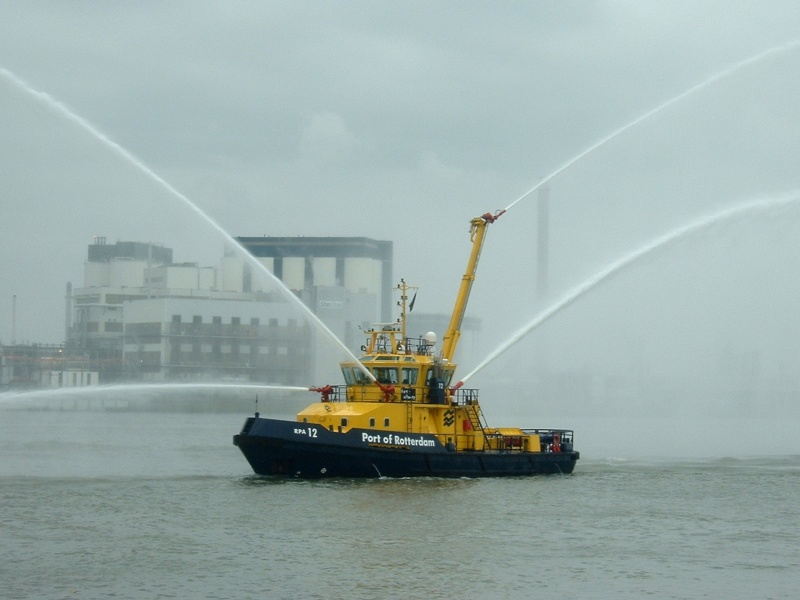
Bateau-pompe du port de Rotterdam

Un bateau-pompe est un navire doté de puissants moyens de pompage (noyage et épuisement), d'appareils producteurs de mousse carbonique et de poudre spéciale pour la lutte contre les incendies.

## Présentation
Ils sont munis d'échelles orientables et, le plus souvent, de propulseurs verticaux. Les bateaux-pompes affectés aux grands ports peuvent atteindre 300 tonneaux de jauge brute et plus.

## Galerie

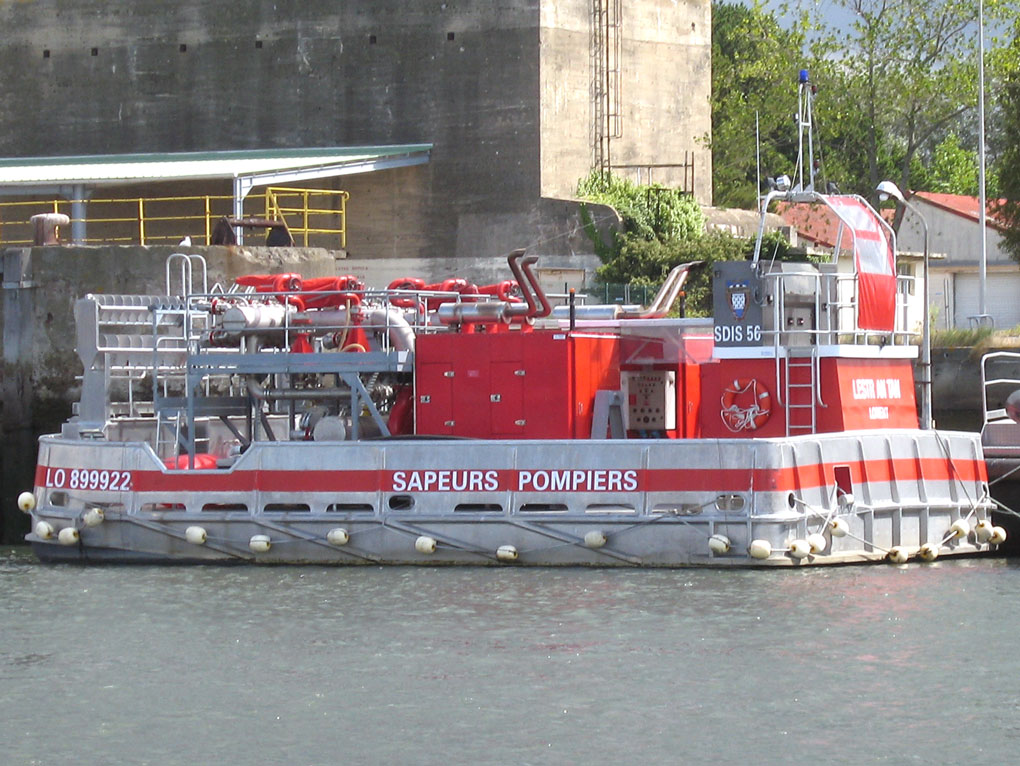
Bateau-pompe du port de Lorient
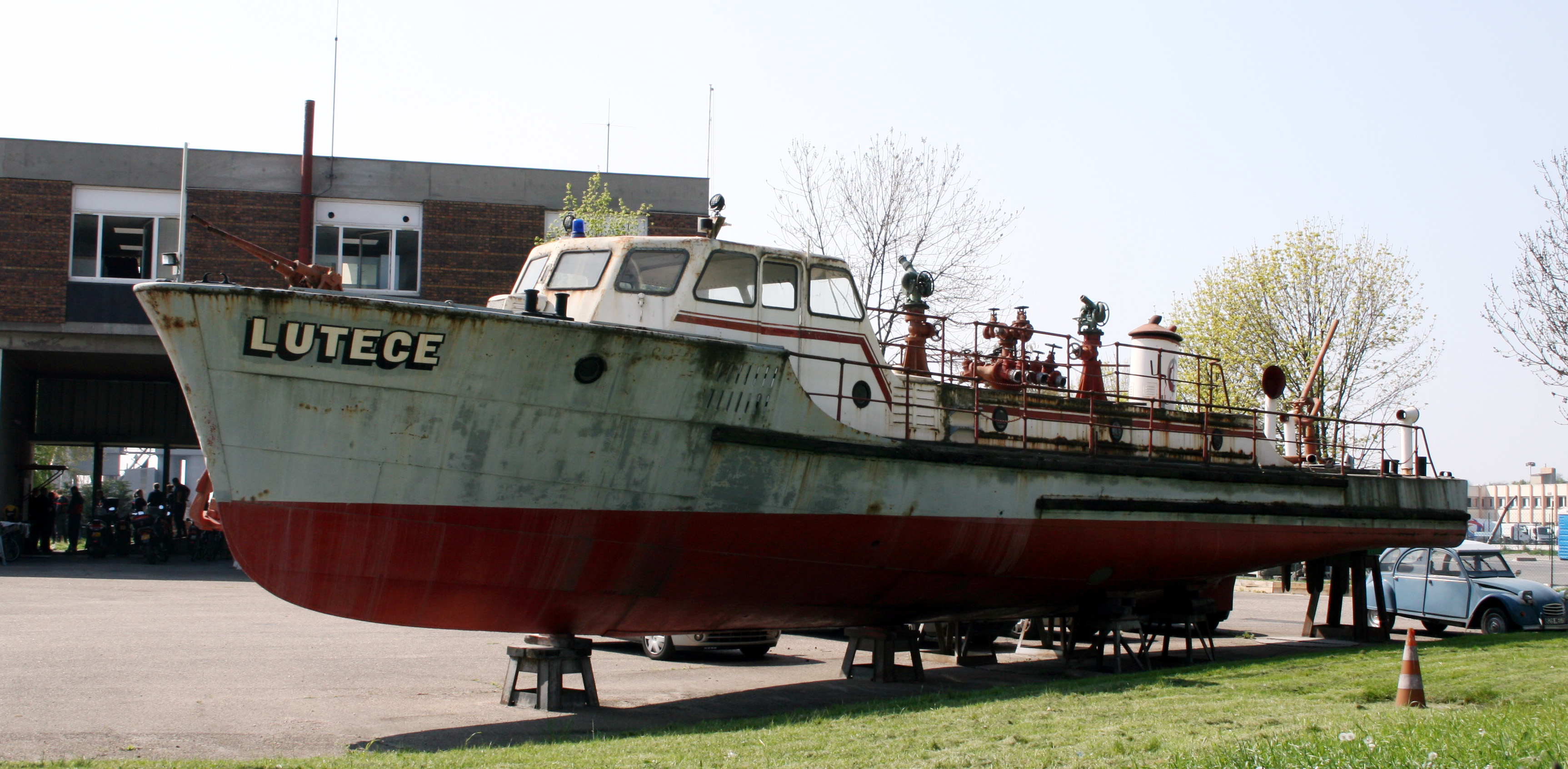
Bateau-pompe dans la caserne de pompier au port de Gennevilliers
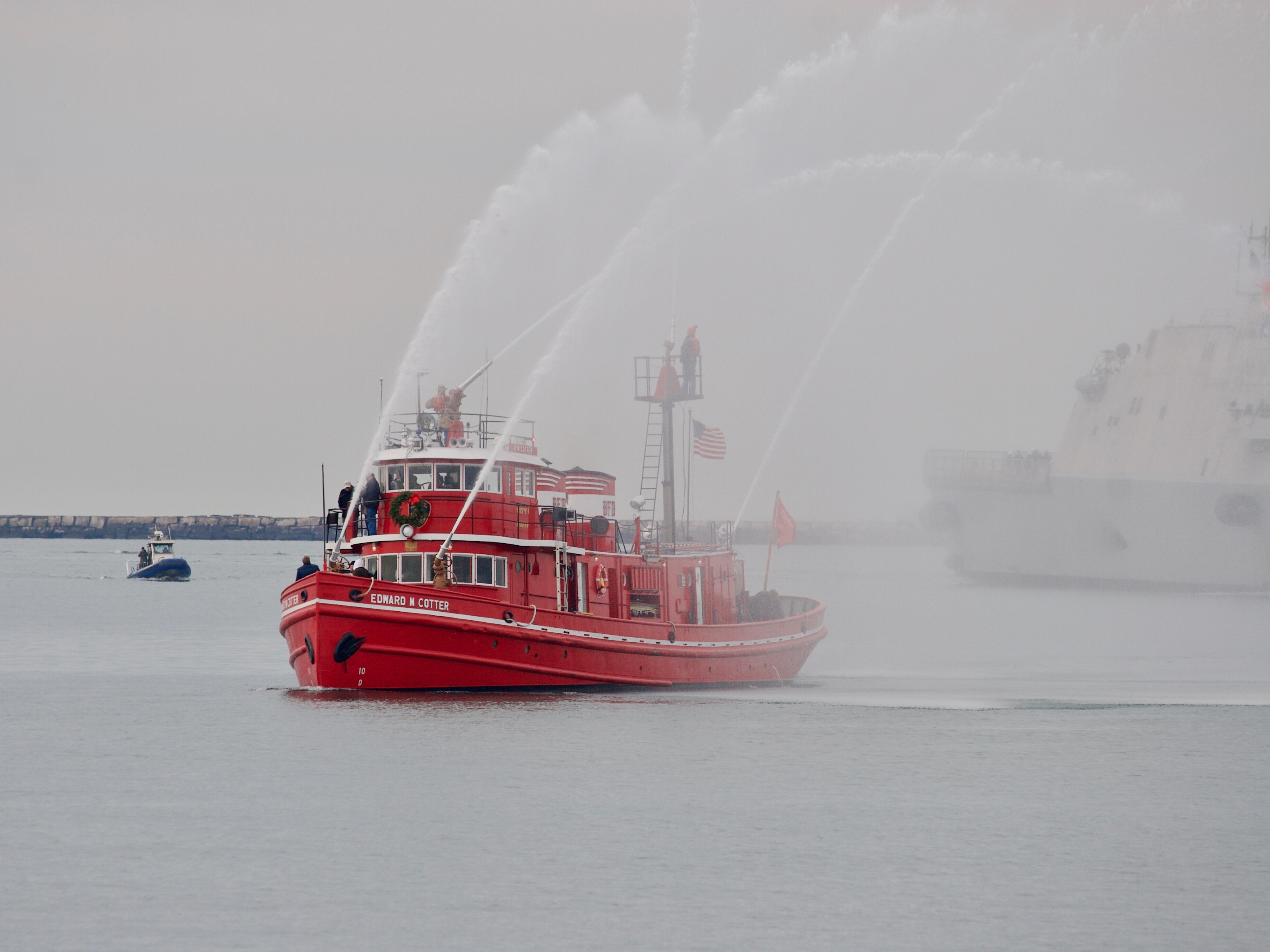
Bateau-pompe Edward M. Cotter, dans le port de Buffalo (New York)
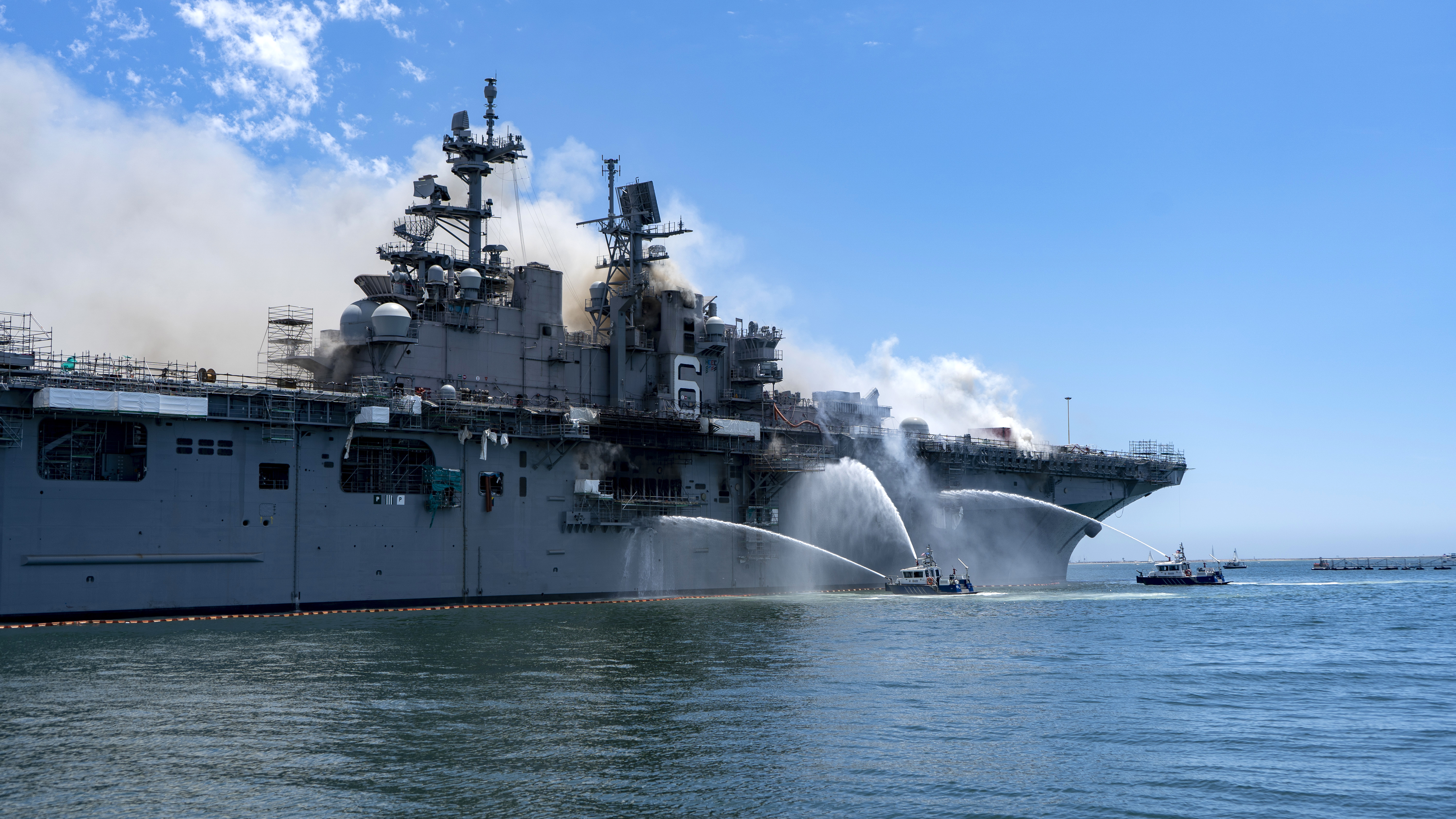
Bateaux-pompes luttant contre l'incendie du USS Bonhomme Richard (LHD-6) le 12 janvier 2020.